# Margit-romok
A Szent Katalin Domonkos Apácakolostor romjai, amiket a köznyelv csak Margit-romoknak nevez, Veszprém Dózsaváros nevű városrészében, a Séd partján lévő Margit téren találhatók. Ha letekintünk a veszprémi vár magasából, jól láthatjuk a vár alatti völgyben a domonkos apácakolostor romjait.

## Története
A kolostort a hozzá tartozó templommal együtt Bertalan, Veszprém püspöke alapította 1240-ben. Lakói, a Domonkos-rendi apácák és – kisebb számban – szerzetesek, nem sokkal korábban, az 1220-as években jelentek meg Magyarországon.
1246-tól 1252-ig Szent Margit, IV. Béla király lánya is a kolostor lakója volt, mielőtt a Nyulak szigetére (a mai Margit-szigetre) költözött volna át. Margittól ered a romok köznyelvi elnevezése is. A zárda másik híres lakója a stigmatizált Magyar Boldog Ilona volt, akit Szent Margit tanítójaként említenek.
A Szent Katalin Kolostornak számos birtoka volt az őt övező városrészben és a Veszprém környéki településeken. A városrész idővel maga is átvette a zárda védőszentjének nevét, és Szentkatalinszegként kezdték el hívni.

## Leírása
A 13. századi kolostor temploma hosszú hajóval és egyenes záródású szentéllyel épült. A templom nyugati kapuja előtt előcsarnok volt. A kolostorhoz tartozó templomot a 15. és a 16. század fordulóján késő gótikus stílusban építették át; egyes stílusjegyek, például a csúcsívek nyomai még ma, a romokon is megfigyelhetők.

## Pusztulása
A zárda valószínűleg Veszprém török általi első elfoglalásakor, 1552-ben pusztult el. Az épületegyüttes déli része teljesen eltűnt, helyére házak épültek; az északi rész romosan bár, de szerencsére fennmaradt.

## Feltárása
Eddig két alkalommal végeztek itt kutatást, de az átfogó feltárás még várat magára. Ma is magasan áll a templom késő gótikus szentélyének északi fala, amelyet egy nagy fakereszttel jelöltek meg. A templom többi falát és a kolostor kerengőjének részletét 1936-ban tárták föl. 1490 körül épülhetett a templom elpusztult téglabordás hálóboltozata. Találtak az ásatás során reneszánsz építészeti részleteket is. A kolostor nagyobb részén ma kertek vannak, illetve újkori lakóházak állnak. A rom védett műemlék. Néhány éve a Margit-romok (más veszprémi épületekkel, így például a Tűztoronnyal és a ferences templommal együtt) díszkivilágítást kaptak.

## Képgaléria

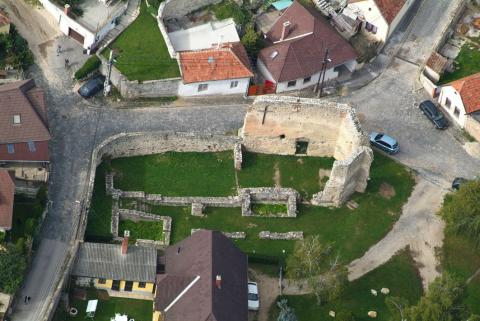
A romok légifotója
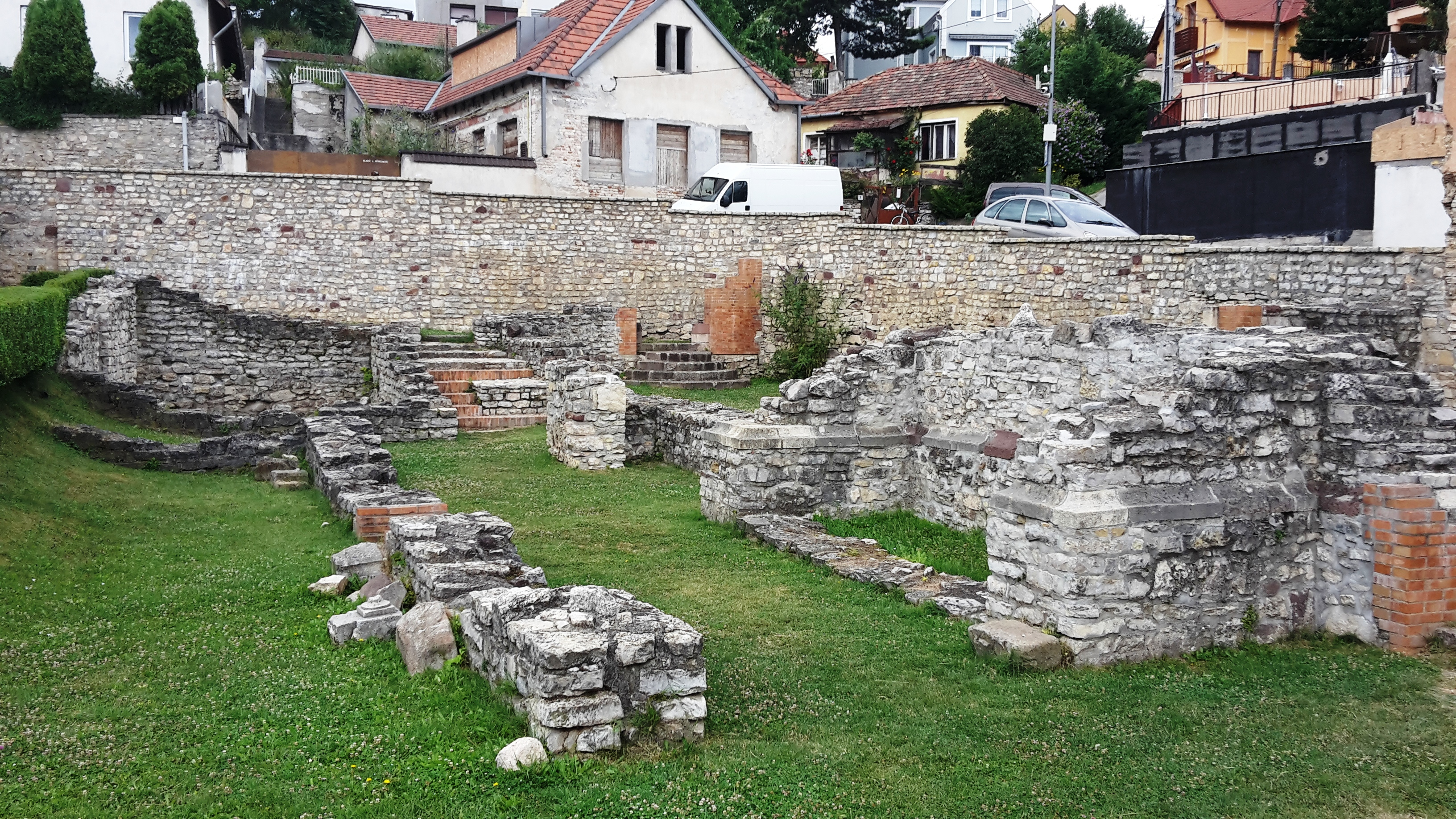
A Margit-romok 2016-ban 1.
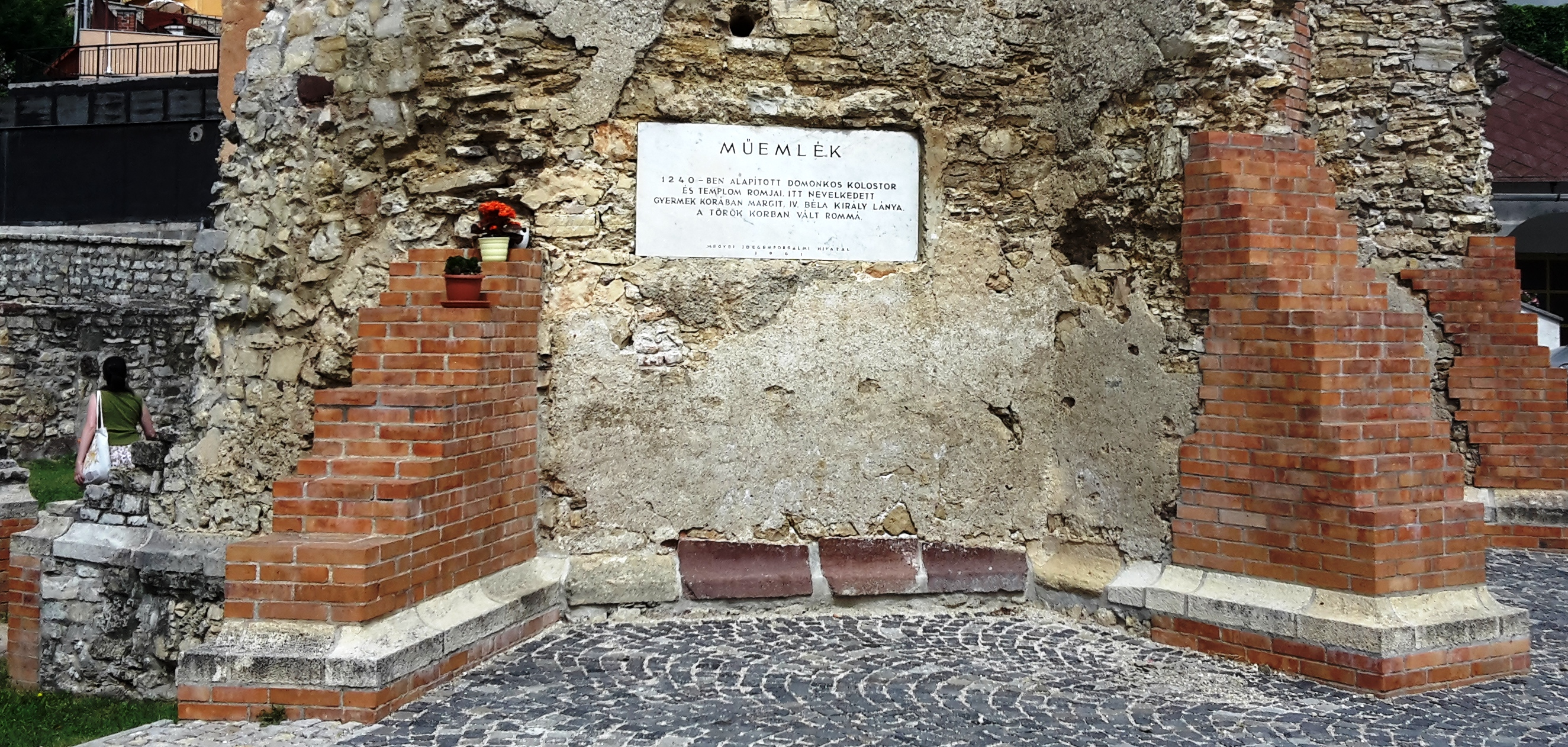
A Margit-romok 2016-ban 3.